# يورغن روت
يورغن روت (بالألمانية: Jürgen Roth)‏ هو صحفي ألماني، ولد في 4 نوفمبر 1945 في فرانكفورت في ألمانيا، وتوفي في 28 سبتمبر 2017 في ألمانيا بسبب سرطان.

## وصلات خارجية
- يورغن روت على موقع IMDb (الإنجليزية)
- يورغن روت على موقع مونزينجر (الألمانية)
- يورغن روت على موقع ديسكوغز (الإنجليزية)